# Aleksandr Deineka
Aleksandr Aleksándrovich Deineka (en ruso: Алексaндр Алексaндрович Дейнeка; Kursk, 20 de mayo de 1899 – Moscú, 12 de junio de 1969) fue un artista soviético, una de las más destacadas figuras del Realismo socialista. Destacó como pintor, cartelista y escultor. 
Estudió en la Facultad de Arte de Járkov, donde fue alumno de Aleksandr Lubímov, y después en la Vjutemás (Talleres de Enseñanza Superior del Arte y de la Técnica) de Moscú. Fue miembro fundador de los grupos artísticos OST (que surgió como reacción a las enseñanzas oficiales de la Vjutemás) y Oktyabr. Sus primeras obras fueron monumentales y en ellas cantó las excelencias del trabajo, siguiendo el espíritu de la Revolución de Octubre. También realizó numerosas pinturas de personas practicando deporte. También pintó obras de exaltado tono patriótico y épico, como La defensa de Petrogrado (1928), que recibió grandes elogios por su vibrante composición, que rompía con la pintura historicista del XIX. Esta obra ha quedado como una de las más representativas del autor e influyó mucho en los pintores coetáneos.
En 1935 viajó por Estados Unidos, Francia e Italia, enviado por una misión oficial, y pintó delicados paisajes de los lugares que conoció.
A partir del estallido de la Segunda Guerra Mundial Deineka realiza pinturas monumentales, de gran contenido dramático, en el área urbana de Moscú, como Noviembre (1941). El contenido de sus pinturas retrata a veces el sufrimiento de la guerra (La ciudad quemada, 1942) y también el entusiasmo heroico (La defensa de Sebastopol, 1942).
En la década de 1960 pinta otra serie de obras de carácter histórico en las que se recrea los primeros momentos de la Revolución de Octubre.
Está enterrado en el Cementerio Novodévichi de Moscú.

## Premios
Deineka ganó los más importantes galardones de la Unión Soviética. Entre otros premios y reconocimientos honoríficos, contó con el Premio Lenin, el título de Artista Meritorio de la República Socialista Federativa Soviética de Rusia, el de Artista del Pueblo de la URSS y el de Héroe del Trabajo Socialista.